# Thermocyclops kawamurai
Thermocyclops kawamurai – gatunek widłonoga z rodziny Cyclopidae. Nazwa naukowa tego gatunku skorupiaków została opublikowana w 1940 roku przez japońskiego zoologa Kazu Kikuchiego.